# مهمال
مَهَمَال أحد مراكز محافظة رجال ألمع بمنطقة عسير، تحدها من الشمال قنا ومن الجنوب مركز الحبيل، تتسم هذا المنطقة بوفرة مياهها وكثرة الخضار فيها وبرودة أجواءها شتاءًا واعتدالها صيفًا، لارتفاعها وقربها من جبل مدي.